# Piggsvinsartade gnagare
Piggsvinsartade gnagare (Hystricomorpha) är en underordning i ordningen gnagare.

## Allmänt
Alla djur som ingår i denna grupp har likheter i uppbyggnaden av underkäken och skallen, särskild av okbenet. På grund av nyare genetiska undersökningar skildes taggsvansekorrar och springharen från underfamiljen. De bildar numera en egen underfamilj, Anomaluromorpha.
Av de omkring 300 arterna i underordnigen piggsvinsartade gnagare lever de flesta på den amerikanska kontinenten.

## Systematik
Enligt M. Atkins är underordningens släktträd uppbyggd som följande.
```
Piggsvinsartade gnagare (Hystricomorpha)
 |--?? 
Diatomyidae

 |--
kamfingerråttor

 |--Hystricognathi
     |--
jordpiggsvin

     |--N.N.
         |--
Phiomorpha

         |--
marsvinsartade gnagare
```

Till underordningen räknas dessutom minst en utdöd familj, Heptaxodontidae.